# Fin de la Segunda Guerra Mundial en Europa

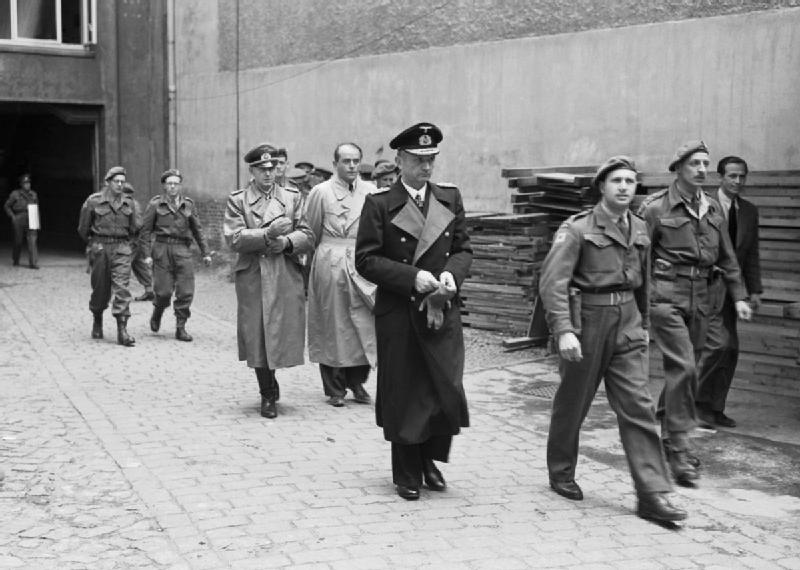
Miembros del Gobierno de Flensburgo arrestados por los británicos el 23 de mayo. En primer plano el almirante Karl Dönitz en uniforme, detrás el general Alfred Jodl en uniforme y Albert Speer, en abrigo civil. La caída del gobierno provisional y la victoria soviética en Praga significó la rendición absoluta de Alemania.

El fin de la Segunda Guerra Mundial en Europa se refiere al fin de las hostilidades en el teatro europeo en la Segunda Guerra Mundial tras la capitulación incondicional de la Alemania nazi ante los Aliados. Tuvo lugar entre finales de abril y principios de mayo de 1945 y finalizaría, el 9 de mayo de 1945, tras la firma de la capitulación alemana, en Berlín, entre los mariscales Keitel y Zhúkov.

## Antecedentes de la rendición
El 25 de abril de 1945 , las tropas soviéticas entraron por primera vez en contacto directo, cortando a Alemania en ocho (Día del Elba). Las primeras unidades en hacer contacto fueron de la 69.ª División de Infantería norteamericana y la 58. División de Guardias soviética del 5.º Ejército de Guardias, cerca de Torgau, sobre el río Elba, localidad donde soldados de ambas nacionalidades realizaron una breve celebración por encontrarse personalmente tras meses de avances desde extremos opuestos. Contra lo que esperaba la propaganda nazi, el contacto entre ambas tropas no fue hostil sino todo lo contrario.

## Suicidio de Hitler y caída de Berlín
En las últimas horas de la batalla de Berlín, en la tarde del 30 de abril de 1945, el canciller alemán Adolf Hitler  se suicidó en su búnker de la Cancillería del Reich en Berlín junto a Eva Braun, entendiendo que la guerra ya estaba perdida para el Tercer Reich y deseando no ser capturado por las tropas soviéticas que avanzaban sobre la capital alemana. 
En su último testamento, Hitler nombró a sus sucesores: el almirante Karl Dönitz como el nuevo Reichspräsident (Presidente de Alemania) y al ministro de Propaganda Joseph Goebbels como el nuevo Reichskanzler. Sin embargo, Goebbels se suicidó con su esposa en Berlín en la mañana del 1 de mayo, dejando al almirante Dönitz orquestar las negociaciones de rendición. 
El 30 de abril el almirante Dönitz no se hallaba en Berlín sino en Plön, desde donde se trasladaría para formar su nuevo gobierno al pequeño puerto de Flensburgo, cerca de la frontera danesa a orillas del Báltico, en el que se había instalado el último cuartel general de la Marina de Guerra alemana. Enterado de la muerte de Hitler, Dönitz nombró al diplomático Schwerin von Krosigk como nuevo Reichskanzler, con autoridad sobre las zonas de Alemania donde aún no habían entrado aliados o soviéticos.

## Reacciones en el resto de Europa
Mientras tanto en Italia las tropas alemanas controlaban solo la zona más cercana a los Alpes y algunas localidades menores, después que una insurrección masiva de partisanos locales y el avance del  V Ejército estadounidense los expulsaran de las principales ciudades del norte de Italia a partir del [5 de abril. Tras meses de negociaciones no autorizadas por Hitler, el 1 de mayo, el general de las SS, Karl Wolff, y el comandante en jefe del X Ejército de la Wehrmacht, el general Heinrich von Vietinghoff, aceptaron la derrota y ordenaron a todas las fuerzas armadas alemanas en Italia cesar las hostilidades, firmando un documento de rendición en la ciudad de Caserta que estipulaba que todas las fuerzas alemanas en Italia se rindiesen incondicionalmente a los Aliados el 2 de mayo; en ese documento se incluía también la rendición de las tropas italianas neofascistas que obedecían a la República Social Italiana. 
La situación bélica en la propia Alemania era también prontamente liquidada: la batalla de Berlín finalizó al amanecer del 2 de mayo, cuando el último comandante en jefe de la guarnición, el general Helmuth Weidling, entregó la ciudad a las tropas soviéticas al considerar inútil proseguir la lucha en la urbe ya bastante destrozada. El 3 de mayo se rendían también las guarniciones alemanas en los puertos de Hamburgo y Bremen, que se hallaban cercadas desde varias semanas antes por tropas británicas y canadienses, capitulando también las guarniciones germanas que aún resistían en la costa norte de Alemania. Mientras tanto, tropas soviéticas y estadounidenses terminaban de ocupar las regiones de Sajonia y Turingia, mientras que fuerzas estadounidenses tomaban las localidades alpinas del sur de Baviera y del norte de Austria.

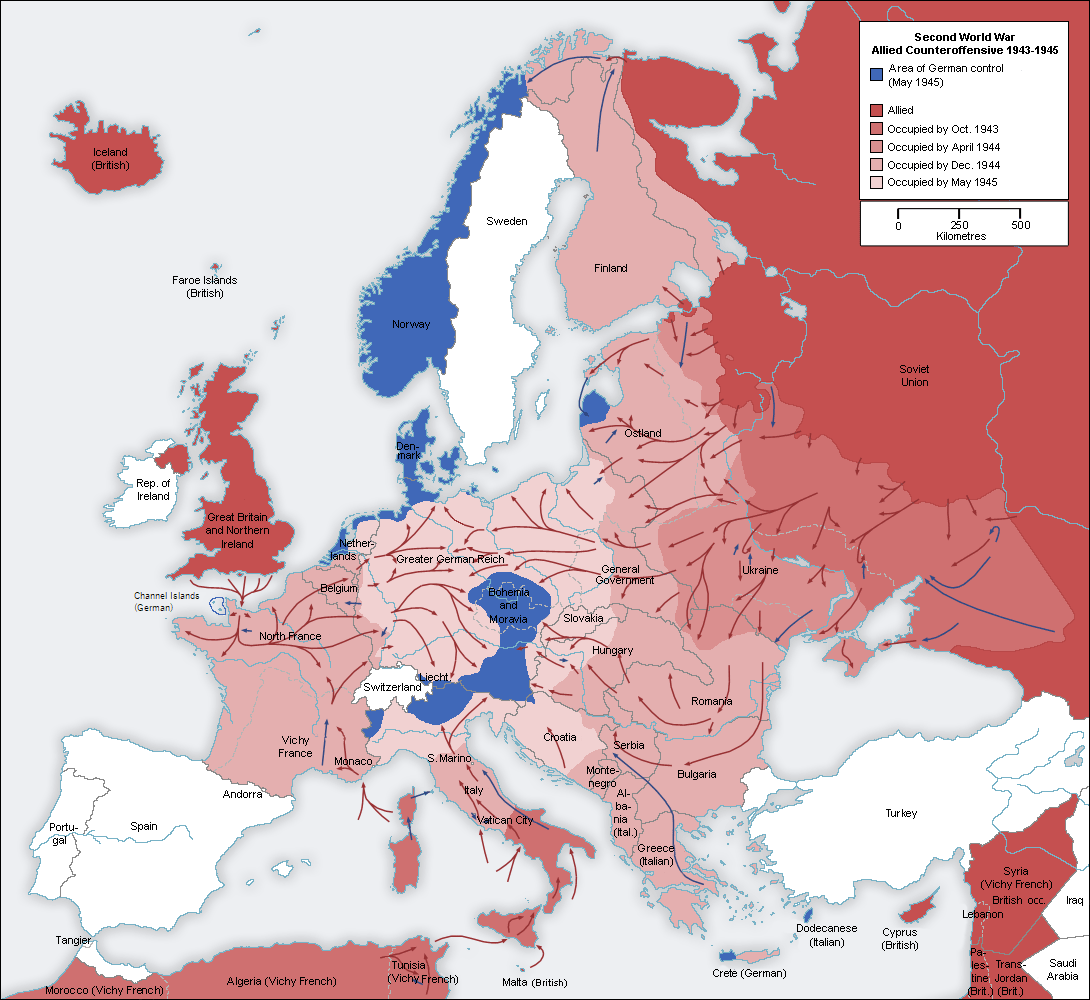
En azul, territorios de Europa bajo control efectivo del nazismo tras la muerte de Hitler.

El 4 de mayo de 1945, el mariscal británico Montgomery aceptó la rendición militar de todas las fuerzas alemanas que aún resistían en el norte y oeste de Holanda, y el extremo noroeste de Alemania, comprendiendo a las guarniciones alemanas aún situadas en Dinamarca. Esta capitulación se celebró en el cuartel general británico situado en la ciudad de Luneburgo, situada en un área entre las ciudades de Hamburgo, Hannover y Bremen. Como el comandante operacional de algunas de estas fuerzas era el almirante Dönitz, él mismo señaló a sus subordinados de la zona que la guerra europea había terminado y no tenía sentido resistir. Mientras tanto, fuerzas navales británicas se lanzaban a la ocupación de Dinamarca con apoyo de la resistencia danesa, desarmando y apresando a las fuerzas alemanas que encontraron, sin hallar resistencia apreciable. 
El 5 de mayo, Dönitz ordenó a todos los submarinos de la Kriegsmarine cesar las operaciones ofensivas y regresar a sus bases. El mismo día las fuerzas alemanas de Noruega se rindieron en todo el país ante los británicos y la resistencia local, que días antes controlaba ya varias localidades rurales, mientras el extremo norte de Noruega era ocupado por los soviéticos. Ese mismo día estalló la sublevación de la resistencia checa en Praga que atacó a las tropas alemanas que aún resistían en las regiones centrales de Bohemia, atrapadas entre las tropas estadounidenses y el Ejército Rojo. 
Al día siguiente, 6 de mayo, se rindió la guarnición alemana de Breslavia al mando del general Hermann Niehoff; esta ciudad de Silesia se hallaba cercada por tropas soviéticas desde mediados de febrero y las sucesivas ofensivas del Ejército Rojo la habían alejado paulatinamente del territorio bajo control nazi.

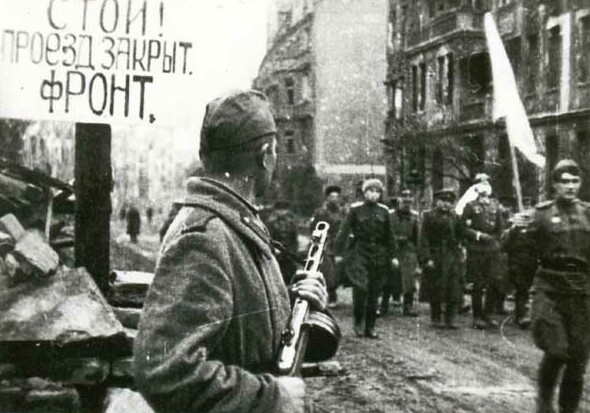
Tropas alemanas capitulando en Breslavia el 6 de mayo de 1945

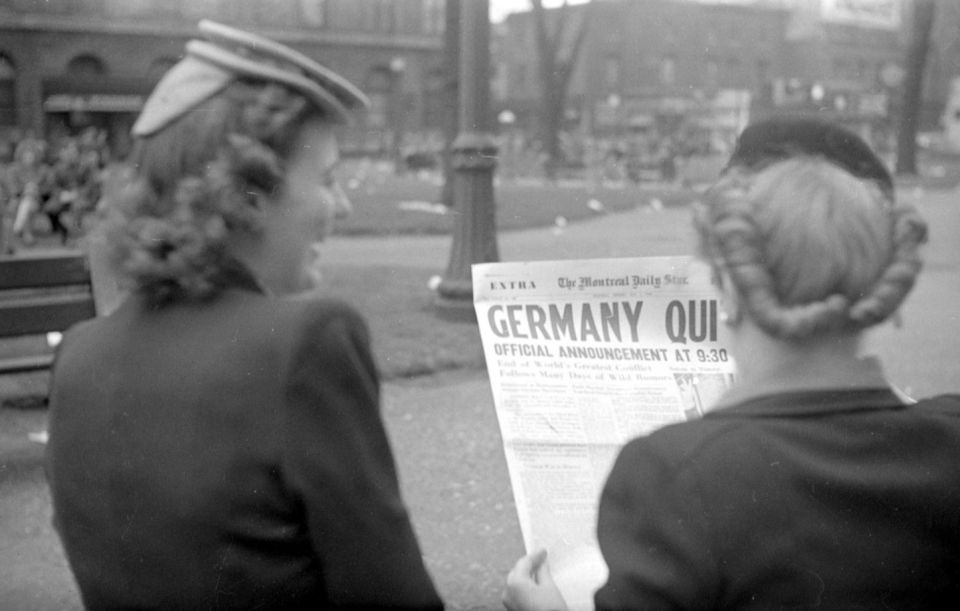
La primera página de The Montreal Daily Star anunciando la rendición alemana.

## Capitulación general alemana en Reims
A las 02:41 de la mañana del lunes 7 de mayo de 1945, en los cuarteles del Cuartel General Supremo de la Fuerza Expedicionaria Aliada (SHAEF) en Reims, Francia, el jefe del Estado Mayor del Alto Mando de las Fuerzas Armadas alemanas (Oberkommando der Wehrmacht, OKW), el general Alfred Jodl, firmó el acta de rendición incondicional para todas las fuerzas alemanas ante los Aliados. Esta incluía la frase «todas las fuerzas bajo el mando alemán cesarán las operaciones activas a las 23:01 horas, hora de Europa Central, el 8 de mayo de 1945». Tales palabras no hacían diferenciación entre las fuerzas de la Wehrmacht que luchaban contra los Aliados Occidentales o contra los soviéticos, por lo cual se infería tácitamente que ponía fin a toda resistencia alemana dondequiera que la hubiera.
Cuando la Stavka soviética se enteró de la rendición firmada sólo ante británicos y estadounidenses en Reims, exigió que el mando supremo de la Wehrmacht también capitulara ante el Ejército Rojo, alegando que una rendición «parcial» dejaba a las tropas alemanas en libertad para seguir luchando contra las fuerzas soviéticas. El gobierno soviético apreciaba también el sentido histórico del momento y exigió que se «ratificara» la rendición de Reims ante el estado mayor del Ejército Rojo. Precisamente al día siguiente, poco antes de la medianoche, los máximos jefes de la Wehrmacht fueron llevados a Berlín, liderados por el general Wilhelm Keitel, donde en la noche del 8 de mayo firmaron un documento similar en el cuartel general soviético situado en la localidad de Karlshorst (un suburbio de Berlín), rindiéndose explícitamente ante la Unión Soviética, en presencia del general Gueorgui Zhúkov, comandante en jefe de las tropas soviéticas en Alemania. De hecho, esta rendición fijaba a las tropas de la Wehrmacht el deber de rendirse «también» a las 23.01 horas del mismo día. 
Durante todo este tiempo los líderes militares alemanes habían tratado de ganar tiempo vanamente para que los restos de varias unidades de la Wehrmacht huyeran lo más al oeste posible y evitaran así rendirse al Ejército Rojo, pero el alto mando de la Stavka soviética presionó para evitar esta maniobra de última hora y logró que las tropas alemanas aceptaran rendirse sin condiciones en la noche del 8 de mayo, sin importar el punto de Europa en donde estuvieran.
La rendición del 8 de mayo afectó de inmediato a las tropas de la Wehrmacht que aún se hallaban en la región central de Austria, así como en el norte de Eslovenia y Croacia, donde se hallaban respaldadas por fuerzas nacionalistas croatas. Al saber de la rendición incondicional, las fuerzas alemanas y sus aliados croatas o eslovenos trataron de huir hacia el noroeste para capitular ante británicos o estadounidenses en el sur de Austria y no ser capturados por los partisanos comunistas yugoslavos o por el Ejército Rojo. Esos esfuerzos motivaron una evacuación acelerada de las últimas zonas bajo control nazi, como los alrededores de Zagreb o Liubliana, pero al penetrar en territorio austriaco el mando militar británico rechazó tomar prisioneros a croatas o eslovenos y los devolvió a la Yugoslavia bajo control partisano.
La rendición se hizo efectiva también en las fortificaciones de la costa atlántica de Francia. Allí, en los puertos de La Rochela, Dunkerque, Lorient y Saint-Nazaire había tropas alemanas que no habían podido evacuarse oportunamente hacia el este tras el Desembarco de Normandía y que habían recibido la orden de Hitler de conservar a todo trance los puertos franceses del Atlántico para los submarinos de la Kriegsmarine. Otros enclaves de resistencia alemana eran las islas de Ré y de Oleron, que fueron bloqueadas y bombardeadas durante varios meses por tropas francesas y estadounidenses, mientras los sitiados se amparaban en sus fortificaciones. Aunque la isla de Oleron se rindió a los franceses el 30 de abril, las demás guarniciones alemanas de esos enclaves acordaron rendirse sólo tras confirmar la noticia de la capitulación incondicional en Berlín: el 9 de mayo se rindieron La Rochela, Dunkerque y la isla de Ré, al día siguiente capituló Lorient y el 11 de mayo Saint Nazaire. 
Otros enclaves alemanes insulares, las islas de Alderney y Guernesey (únicos territorios del Reino Unido que fueron invadidos por el Tercer Reich en toda la contienda) se rindieron tras varios meses de bloqueo naval y aéreo británico el 9 de mayo. 
El 8 de mayo también se rindieron las tropas alemanas de la guarnición del Dodecaneso y el 12 de mayo las de Creta, siendo estas las posiciones más aisladas de todo el Tercer Reich.
Ese mismo día se rindió la Bolsa de Curlandia, un enclave bajo control alemán sostenido por el Grupo de Ejércitos Curlandia en la costa báltica de Letonia, que debió capitular ante los ejércitos soviéticos que la cercaban por completo desde octubre de 1944. A semejanza de lo ocurrido en la costa atlántica de Francia, las tropas de Curlandia fueron obligadas a mantener sus posiciones para custodiar las bases de submarinos alemanes en el Báltico, tras haber quedado aisladas por el avance del Ejército Rojo.

## Celebraciones

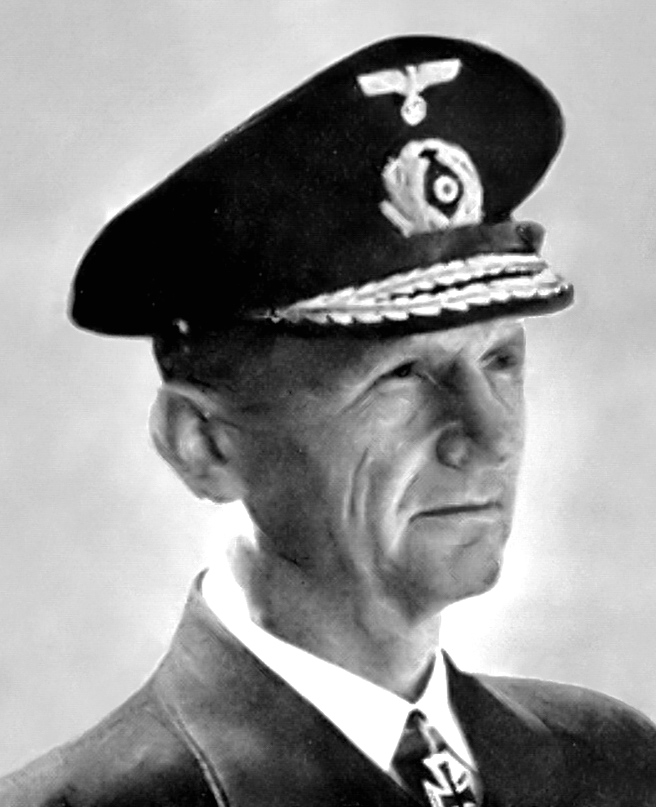
Karl Dönitz.

La noticia de la rendición de Reims llegó a Occidente el 8 de mayo y las celebraciones brotaron a lo largo de Europa. Del otro lado del charco, en los Estados Unidos, los ciudadanos despertaron con la noticia y declararon el 8 de mayo el día V-E (Victory in Europe). 
Las celebraciones ocurrieron de manera espontánea en algunos lugares, al faltar confirmación oficial de la rendición final del Tercer Reich. El diario Stars and Stripes, de las tropas estadounidenses en Europa, publicó la noticia en su edición del 8 de mayo, mientras que en horas de la tarde (por la diferencia horaria) se realizaron celebraciones espontáneas en Nueva York y Chicago. En la mañana del 8 de mayo hubo una concentración popular en Londres para celebrar el triunfo, mientras ocurrían similares conmemoraciones en París.
Mientras tanto en la Unión Soviética, al este de Alemania, hubo festejos espontáneos entre las tropas soviéticas desde la tarde del 8 de mayo, tras oír noticias de la radio estadounidense, pero el gobierno de Stalin exigió esperar a la rendición alemana celebrada en Karlshorst para aceptar celebraciones oficiales. Precisamente, según la hora de Moscú cuando la rendición militar alemana se hizo efectiva era ya 9 de mayo y en esa fecha se realizaron las celebraciones del triunfo en Moscú y otras ciudades soviéticas. La Segunda Guerra Mundial es conocida como la Gran Guerra Patriótica en Rusia, y este país y muchos otros países europeos al este de Alemania, conmemoran hasta hoy el Día de la Victoria el 9 de mayo.
Andréi Gromyko, embajador de la URSS en los EE. UU. entre 1943 y 1946, escribió en sus memorias sobre cómo vivió en San Francisco el día de la victoria:

Era un día despejado. Yo estaba en San Francisco trabajando en la Carta de la ONU. El Comisario de Asuntos Exteriores, Molotov, había partido ya para Moscú, dejándome como jefe de la delegación. Me llamaron por teléfono. Era el 9 de mayo de 1945. —¿El señor Gromiko? —Sí, ¿quién es? —Leopold Stokowsky. Quiero felicitarle. Su país ha vencido a los alemanes. Todos habíamos aguardado impacientemente ese momento, aunque llegó inesperadamente. Leopold Stokowsky era el primero en comunicármelo. Y así comenzó. Recuerdo el Día de la Victoria como un raudal de felicitaciones de todas partes. Llamó toda clase de gente: Eugene Ormandy, Charlie Chaplin, diplomáticos, funcionarios del gobierno, diversos organismos públicos y, naturalmente, emigrantes rusos que aún tenían sentimientos patrióticos. Poco después me llamó Lydia Dmitrievna desde Washington y me dijo, con la voz quebrada por la emoción: «No cesa de venir gente. Hay una larga cola a la puerta. Todo el mundo está entusiasmado. Nos felicitan miles de personas, que esperan que salgas a decir algo. Les hemos dicho que estás en San Francisco, pero no dejan de decir que salgan los rusos, que quieren felicitarles».
Andréi Gromyko, Memorias (1988) p. 119

## El fallido Gobierno de Flensburgo
Tras la capitulación oficial alemana en la Segunda Guerra Mundial, Karl Dönitz, designado Reichspräsident, continuó actuando como jefe de Estado alemán en esta localidad pues en tal situación había constituido el denominado Gobierno de Flensburgo aunque prudentemente evitó titularlo como Reichsregierung o «Gobierno del Reich» y optó por el nombre de «Gobierno encargado de los asuntos del Reich». Este Gobierno de Flensburgo únicamente tenía autoridad efectiva sobre una pequeña área alrededor de este puerto y no fue reconocido por las potencias aliadas, pese a que Dönitz trató de constituir un gabinete sin ministros nazis, dirigido por el conde Lutz Schwerin von Krosigk como Reichkanzler, y de convocar a Flensburgo a jefes militares como Alfred Jodl y funcionarios como Albert Speer, en un esfuerzo vano de evitar que los Aliados y la URSS asumieran el gobierno directo de Alemania. 
Al contrario, este gobierno se disolvió tras dos semanas de inacción e impotencia práctica, prácticamente ignorado por los vencedores, cuando sus miembros fueron capturados y arrestados por las fuerzas británicas el 23 de mayo de 1945, el mismo día en que Heinrich Himmler se suicidó tras ser capturado.
Los Aliados tenían un problema inicial con el gobierno provisional alemán, porque se dieron cuenta de que aunque las fuerzas armadas alemanas se habían rendido de forma incondicional, Hitler sí había designado un sucesor para actuar como jefe de Estado de Alemania. Esto fue considerado un asunto muy importante, recordando que en 1918 la rendición alemana de la Primera Guerra Mundial había sido firmada por un gobierno civil y no por el Ejército, lo cual había sido un pretexto de Hitler para crear el argumento de la «puñalada por la espalda», invocando una traición cometida por el gobierno del Imperio alemán al capitular. En 1945, los Aliados no querían dar a un futuro régimen alemán hostil excusas para resucitar esa leyenda propagandística donde la derrota alemana era fruto de una supuesta «traición del gobierno», prefiriendo que la rendición fuera asumida por los jefes de la propia Wehrmacht y que este acto fuese considerado como suficiente para que los vencedores establecieran un gobierno directo sobre Alemania.
Por tales motivos, ni los Aliados Occidentales, ni la URSS, reconocieron al gobierno de Flensburgo, no aceptaron la designación hecha por Hitler en favor de Dönitz, ni la autoridad de cualquier otra autoridad civil o militar alemana, y en cambio firmaron un documento de las cuatro potencias, creando el Consejo de Control Aliado que incluía lo siguiente: 

Los gobiernos de los Estados Unidos de América, la Unión de Repúblicas Socialistas Soviéticas y el Reino Unido, y el gobierno provisional de la República Francesa, asumen por este medio la autoridad suprema con respecto a Alemania, incluyendo a todas los poderes poseídos por el gobierno alemán, el Alto Mando Militar y cualquier gobierno o autoridad estatal, municipal o local. La asunción, para los propósitos señalados sobre dicha autoridad y las potencias no afecta la integridad de Alemania.

El 5 de junio de 1945, las cuatro potencias firmaron el documento en Berlín y el de facto se convirtió en de iure. Durante los cuatro años y medio siguientes, Alemania estaría sujeta al gobierno militar de los vencedores. En tanto la declaración del 5 de junio no reconocía validez a los nombramientos hechos por Hitler antes de morir (y menos aún a los realizados por Dönitz), la autoridad que intentara atribuirse en vano el Gobierno de Flensburgo era ignorada por completo.

## Campos de concentración y refugiados de la Segunda Guerra Mundial
En los últimos meses de la guerra e inmediatamente después, los soldados aliados descubrieron incontables campos de concentración y otras locaciones que habían sido usadas por los nazis para encerrar y exterminar a unas 12 000 000 de personas. El grupo más grande representado en esta cifra eran los judíos (la mitad del total según los Juicios de Núremberg), pero los gitanos, eslavos, católicos, protestantes, homosexuales y varias minorías y personas discapacitadas, así como también enemigos políticos del régimen nazi (particularmente comunistas) formaban el resto. El más conocido de estos campos es el campo de exterminio de Auschwitz, en el cual murieron 1,1 millones de prisioneros. 
En mayo y junio de 1945, miles de refugiados de Yugoslavia y la Unión Soviética fueron acorralados por los Aliados Occidentales en Austria y entregados a los soviéticos y yugoslavos en la Operación Keelhaul. Los soviéticos y yugoslavos ejecutaron o deportaron a muchos de ellos (un ejemplo claro es la masacre de Bleiburg). La también derrotada Finlandia y Suecia se sintieron compelidas a extraditar refugiados ingrios y bálticos de similar manera, algunos de los cuales se suicidaron antes de ser extraditados.

## División del territorio de Alemania
El antiguo Tercer Reich fue dividido tal como se había acordado previamente por los Aliados en la Conferencia de Yalta. Algunas regiones como Prusia Oriental fueron repartidas entre Polonia y la URSS, mientras que las regiones germanas de Pomerania y Silesia, al este del río Óder, fueron transferidas a Polonia según lo pactado por el Reino Unido, los Estados Unidos, la Unión Soviética y Francia en los Acuerdos de Potsdam. El resto de Alemania, excluyendo a Berlín, quedaba dividido en cuatro zonas militares de ocupación: estadounidense, británica, francesa y soviética. 
Austria, que había sido anexada por el Tercer Reich en 1938 (el Anschluss), fue separada de Alemania y dividida de manera similar entre los vencedores. En 1955, Austria firmó el Tratado de Estado austriaco y, bajo la condición de que permaneciera neutral, el país se convirtió en una república totalmente independiente. En 1949, las tres zonas ocupadas por Estados Unidos, Gran Bretaña y Francia se convertían en Alemania Occidental (República Federal de Alemania, RFA). En ese mismo año, la zona de ocupación soviética se convirtió en Alemania Oriental (República Democrática Alemana, RDA).  
La ciudad de Berlín, la cual también estaba dividida en cuatro zonas, permaneció bajo ocupación militar formal hasta el 12 de septiembre de 1990, cuando el Tratado sobre el acuerdo final con respecto a Alemania fue firmado por las cuatro potencias y los dos gobiernos alemanes, el cual fue el tratado final de paz y la restauración de la plena soberanía alemana al acordarse oficialmente el fin de la ocupación extranjera. Esto permitió que la reunificación alemana se llevara a cabo el 3 de octubre de 1990 y el país reunificado obtuviera soberanía total nuevamente el 15 de marzo de 1991. Alemania firmó un tratado separado con Polonia, confirmando en ese mismo año la plena validez de la frontera polaco-germana establecida en 1945.